# باک کریک (ایندیانا)
باک کریک (به انگلیسی: Buck Creek) یک منطقهٔ مسکونی در ایالات متحده آمریکا است که در شهرستان تیپکانو، ایندیانا واقع شده‌است. باک کریک ۲۰۱ متر بالاتر از سطح دریا واقع شده‌است.